# Ochthebius uskubensis
Ochthebius uskubensis är en skalbaggsart som beskrevs av Franz Hebauer 1986. Ochthebius uskubensis ingår i släktet Ochthebius och familjen vattenbrynsbaggar. Inga underarter finns listade i Catalogue of Life.